# 仇洛斉
仇 洛斉（きゅう らくせい、? - 454年）は、北魏の宦官。本貫は中山郡。

## 経歴
もとの姓は侯氏で、類宦官に生まれたため父母に放棄され、母方の伯父である仇嵩の養子となった。仇嵩の長女が容色に優れており、はじめ冉閔の後宮に入ったが、冉閔が敗れると慕容儁の後宮に入り、慕容勝（後の豆盧勝）の妻として賜与され、子の盧魯元を生んだ。
盧魯元は北魏で太武帝に気に入られ、襄城公に上った。盧魯元の外祖父の仇嵩はすでに死去しており、ただ「三舅」（仇洛斉）が生き残っていることを太武帝に伝えていた。太武帝がその母の弟のところを訪ねさせると、洛斉は要請を受け、驢に乗って都の平城へと向かった。盧魯元は洛斉がやってきたと知って、百騎あまりを従えて、桑乾河に迎えに出た。平城に入って太武帝に報告すると、太武帝は洛斉の才能に優れているのをみて、官に任じようとした。盧魯元は「臣の母の弟は不幸にも閹人（宦官）に生まれ、ただ陛下の宮殿を守ることができるのみです」と言ったが、洛斉が養子であることは伝えなかった。洛斉は武衛将軍の号を受け、文安子の爵位を受け、給事黄門侍郎に転じた。
北魏の初頭には官の統制の目が粗く、民戸は隠匿されて戸籍に脱漏が多かった。私的に管理される戸口も多く、混乱を極めていたため、洛斉は一括して郡県に管理させるよう上奏した。
439年（太延5年）、太武帝が北涼に対して親征すると、洛斉はこれに従軍して、功績により散騎常侍の位を受け、中書令・寧南将軍の任を加えられ、零陵公に封じられた。後に侍中・平遠将軍・冀州刺史に任じられ、内都大官となった。454年（興安2年）、死去した。諡は康といった。
養子の仇儼が後を嗣いだ。

## 伝記資料
- 『魏書』巻94 列伝第82
- 『北史』巻92 列伝第80